# Northwood, North Dakota
Northwood är en ort i Grand Forks County i delstaten North Dakota, USA.